# Platybrotica misionensis
Platybrotica misionensis es una especie de insecto coleóptero de la familia Chrysomelidae.
Fue descrita científicamente en 2004 por Cabrera & Cabrera Walsh.